# Kameralamt Saulgau
Das Kameralamt Saulgau war eine Einrichtung des Königreichs Württemberg, die im Amtsbezirk Besitz und Einkommen des Staates verwaltete. Es bestand von 1872 bis 1922 in Saulgau. Das Kameralamt wurde im Rahmen der Neuordnung der Staatsfinanzverwaltung im Königreich Württemberg geschaffen. 

## Geschichte
Laut Staatshandbuch von 1809/10 bestand von 1806 bis 1811 ein Kameralamt Altshausen mit Unteramt Saulgau und Mengen.
Das Kameralamt Saulgau wurde 1872 geschaffen, es war für das Gebiet des Oberamts Saulgau zuständig.